# Orientalischer Ackerkohl
Der Orientalische Ackerkohl (Conringia orientalis), auch als Weißer Ackerkohl bezeichnet, ist eine Pflanzenart aus der Gattung Conringia innerhalb der Familie der Kreuzblütengewächse (Brassicaceae). Sie ist in Südosteuropa, Nordafrika und Westasien verbreitet.

## Beschreibung

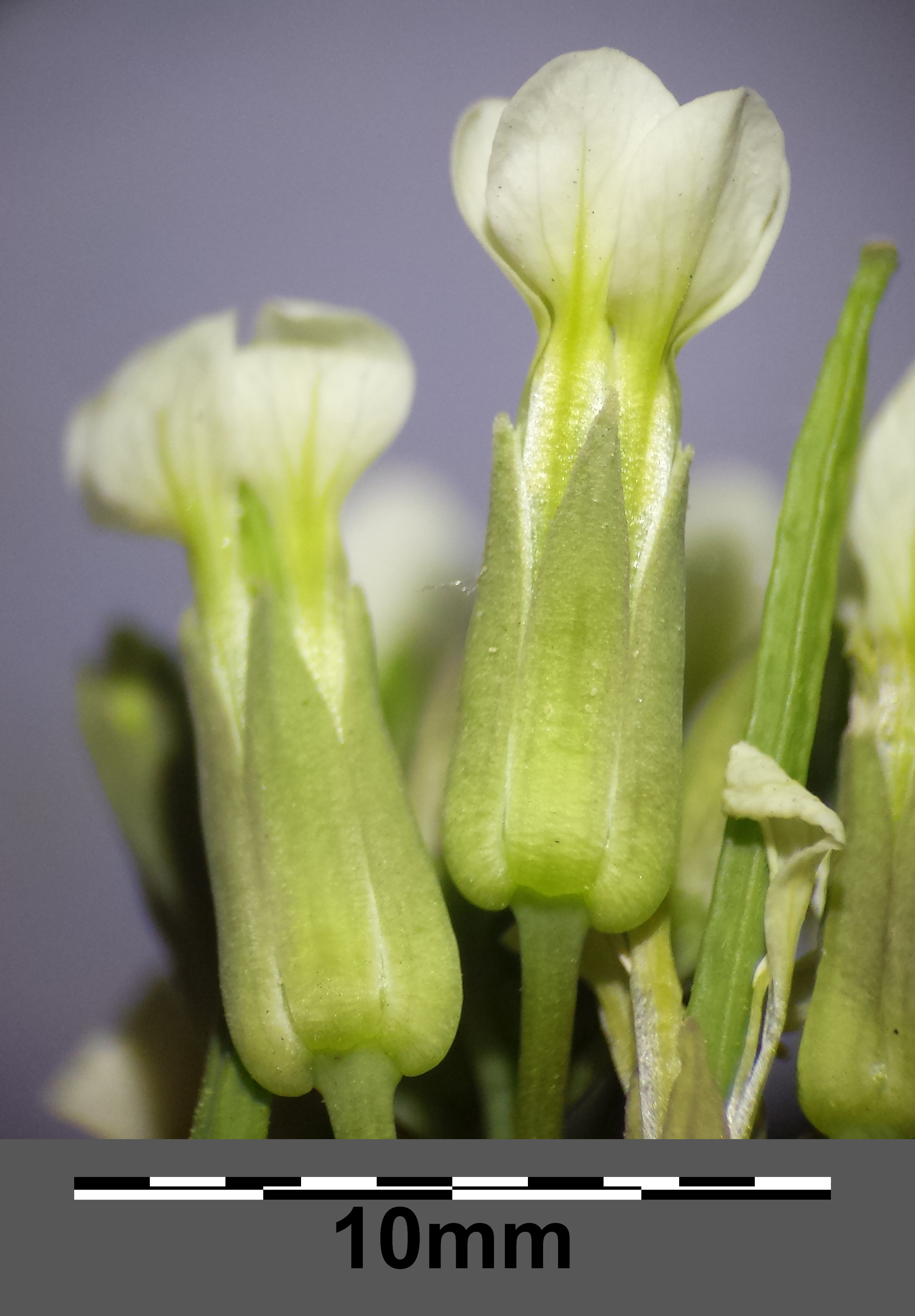
Blüten

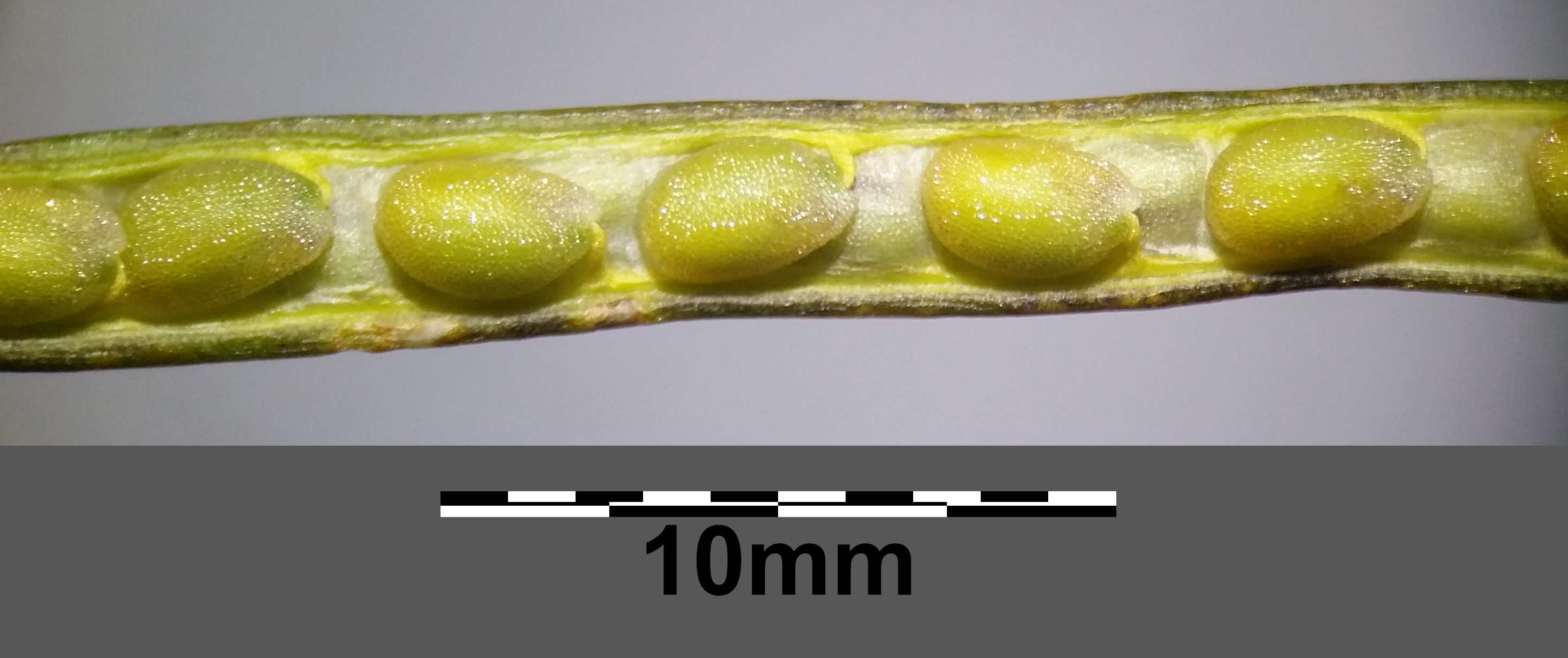
Junge Frucht mit Samen

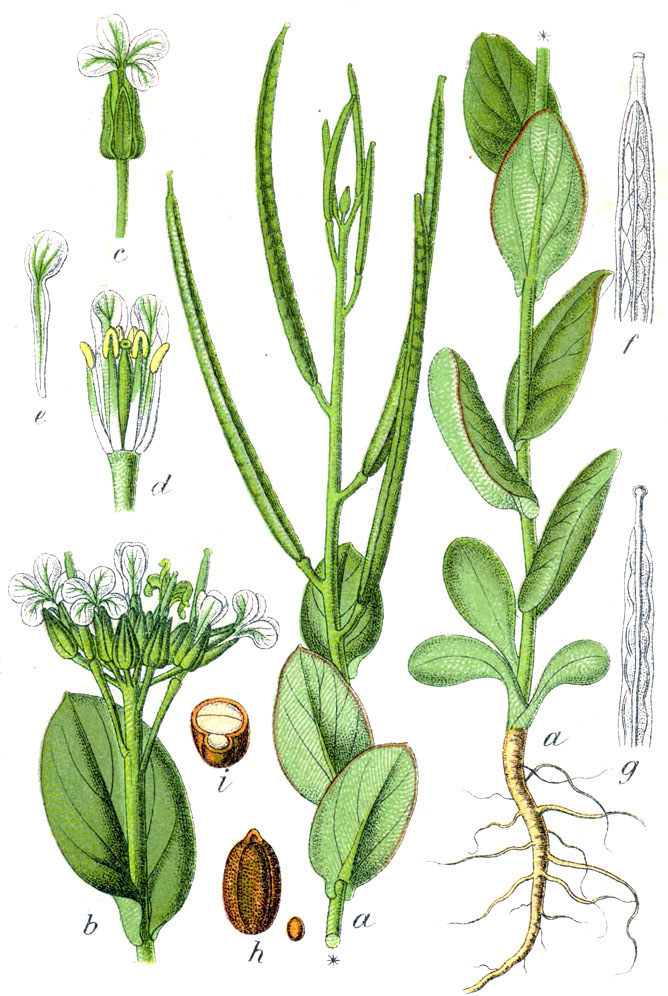
Illustration aus Sturm

### Vegetative Merkmale
Der Orientalische Ackerkohl wächst als einjährige krautige Pflanze und erreicht Wuchshöhen von 10 bis 60 Zentimetern. Sie besitzt eine dünne, weißliche Pfahlwurzel. Der aufrechte Stängel ist einfach oder spärlich verzweigt und gänzlich kahl.
Die untersten Laubblätter sind verkehrt-eiförmig und sitzen mit verschmälertem Grund, die mittleren und oberen sind elliptisch-eiförmig, tief herzförmig stängelumfassend, ganzrandig, kahl und von blaugrüner Farbe.

### Generative Merkmale
Die Blütezeit liegt vorwiegend zwischen Mai und Juli. Der anfangs schirmtraubige, später durch Streckung der Blütenstandsachse traubige Blütenstand enthält nur wenige Blüten. Die Blütenstiele sind 4 bis 6 Millimeter lang und aufrecht-abstehend.
Die zwittrigen Blüten sind vierzählig. Die vier Kelchblätter haben eine Länge von 5 bis 8 Millimetern und stehen aufrecht. Die vier gelblichen oder grünlich-weißen Kronblätter sind bei einer Länge von 9 bis 14 Millimetern schmal keilförmig und allmählich in den Nagel übergehend. Die Staubfäden besitzen keine Anhängsel. Die längeren Staubfäden sind 7 Millimeter lang. Die Narbe ist kopfförmig und nicht geteilt. Der Griffel ist 1 bis 3 Millimeter lang.
Die abstehenden Fruchtstiele sind 6 bis 18 Millimeter lang. Die Schoten sind 60 bis 140 Millimeter lang, 2 bis 3 Millimeter dick und durch einen erhabenen Mittelnerv der Klappen vierkantig geformt und enthalten viele Samen. Die dunkelbraunen Samen sind 2 bis 2,5 Millimeter lang.
Die Chromosomenzahl beträgt 2n = 14.

## Vorkommen und Gefährdung
Conringia orientalis kommt in Südosteuropa, Nordafrika und Westasien vor. Im südlichen Mitteleuropa ist er wohl alteingebürgert, während er nördlich davon meist nur verschleppt ist.
In Österreich kommt der Orientalische Ackerkohl im pannonischen Gebiet zerstreut, ansonsten sehr selten vor. In manchen Jahren tritt die Art an Ruderalstandorten oder in Äckern (z. B. im Steinfeld) massenhaft auf, was vermutlich klimatisch bedingt ist.
In der Schweiz ist er selten und meist unbeständig. Der Orientalische Ackerkohl kommt in Deutschland nur im mittleren Teil häufiger vor, sonst ist er selten. Insgesamt tritt er in Deutschland oft unbeständig auf.
Die ökologischen Zeigerwerte nach Landolt et al. 2010 sind in der Schweiz: Feuchtezahl F = 2 (mäßig trocken), Lichtzahl L = 4 (hell), Reaktionszahl R = 5 (basisch), Temperaturzahl T = 4+ (warm-kollin), Nährstoffzahl N = 3 (mäßig nährstoffarm bis mäßig nährstoffreich), Kontinentalitätszahl K = 4 (subkontinental).
Der Orientalische Ackerkohl gedeiht in Getreide- und Schuttunkrautgesellschaften. Er bevorzugt warme, trockene und kalkreiche Böden. Er ist in Mitteleuropa eine Caucalidion-Verbandscharakterart. Auf der Schwäbischen Alb zwischen Dreifürstenstein und Salmendingen wurde er in einer Höhenlage von 840 Meter beobachtet.
In Deutschland wird er in die Gefährdungs-Kategorie 2 = stark gefährdet eingestuft.

## Taxonomie
Die Erstveröffentlichung erfolgte durch Carl von Linné. Die Neukombiation zu wurde 1827 durch Barthélemy Charles Joseph Dumortier in Florula Belgica ..., S. 123 veröffentlicht.